# Макарьевская Хергозерская пустынь
Макарьевская Хергозерская пустынь — недействующий православный монастырь Русской православной церкви, расположенный на полуострове посреди озера Хергозеро в Каргопольском районе Архангельской области. Находится на территории Кенозерского национального парка и Плесецкой епархии.
Из всего монастырского комплекса осталось только Троицкая церковь, нуждающаяся в реставрации. Каждый год возможности 7 августа в день памяти Макария Желтоводского туда ходят паломники и в Троицком храме совершается Божественная литургия.

## История
В 1640 году два монаха Ошевенского монастыря Сергий и Лонгин основывают обитель во имя преподобного Макария Желтоводского и Унженского. Инок Сергий получил в Новгороде у митрополита Афония грамоту на построение храма во имя Святой Троицы. Через 17 лет деревянная церковь сгорела. В 1658 году была построена новая Троицкая церковь, тогда же сооружён деревянный храм в честь Введения Пресвятой Богородицы, а в 1660 году построен храм во имя Трёх Святителей Московских.
Монастырь стал известен, и ещё при жизни основателей наполнился братией и стал вести хозяйственную деятельность. Здесь хранилась почитаемая в Каргополье чудотворная икона святого Макария Желтоводского и Унженского, о чудесах которой было составлено специальное произведение — «Сказание о преславных чудесех чудотворнаго образа преподобнаго и богоноснаго отца нашего Макария Желтоводскаго и Унженскаго чудотворца, в Каргопольских пределех, в Хергозерской пустыни обретающегося».
Современное местонахождение иконы неизвестно, но сохранились другие каргопольские иконы с изображением святого Макария второй половины XVIII — XIX веков, которые «видимо, повторяют тот самый образ святого, который хранился в Макарьевской Хергозерской пустыни».
Чудотворная икона привлекала богомольцев «на Макарье» и после закрытия монастыря. Ежегодно 24-25 июля (по старому стилю), на праздник Макария, сюда стекалось большое число людей. Из Каргополя устраивался крестный ход, который «шел по дороге на Челму (к Челмогорскому монастырю), затем на Труфаново, торжественно проходил мимо местной церкви и поворачивал на труфановскую дорогу на Макарий».
В 1764 году в ходе секуляризационной реформы, предпринятой Екатериной II, монастырь упразднили, а его церкви вошли в Хергозерский приход.
Тем не менее жизнь здесь отнюдь не замерла. Благодаря молве о чудесах иконы святого Макария и усилиями прихожан деревянные церкви были заменены на каменные: в 1786—1790 годы перестроили Введенскую церковь, появился пятиглавый каменный храм с приделом Николая Чудотворца; в 1868 году вместо сгоревшего в 1857 году деревянного Троицкого храма выстроили каменный с тремя престолами: Троицким, Макарьевским и Борисоглебским. В храм вели три входа: с западной, южной и северной сторон. Каменная восьмиугольная колокольня встала по оси Троицкой церкви.
На рубеже XIX—XX веков комплекс строений Макарьевской пустыни окружала деревянная стена с башнями, которая подходила к берегам Хергозера. За монастырской оградой располагались дома священников и псаломщика.
Приход действовал до 30-х годов XX века. До декабря 1961 года на территории бывшей пустыни стояли два жилых дома, однако в ходе хрущёвской антирелигиозной компании жители этих домов были выселены, а сами дома снесены. Введенскую церковь тогда же разобрали на кирпичи. Разрушить Троицкую церковь не удалось, настолько крепкой она оказалась.
Несмотря на удалённость места, после падения СССР бывшая пустынь регулярно посещалась паломниками и искателями приключений. Добираться до Макарьевской пустыни надо через несколько болот — Гладкое, Ледяное, Великий Мох, а также преодолевать завалы деревьев.
В 1990-х годах на месте несохранившегося храма правнук последнего священника обители Николай Яковлевич Ушаков установил обетный крест из балки обвалившегося родительского дома.
В 2004 году сохранившаяся Троицкая церковь была обмерена реставраторами для последующей консервации.
В 2008 году на территории монастыря начались восстановительные работы. В 2009 году между Кенозерским национальным парком и приходом церкви Рождества Иоанна Предтечи в городе Каргополь был заключён договор о совместном поддержании и использовании земель Макарьевской Хергозерской пустыни, о возрождении традиций православия. После этого в бывшей пустыни начали производиться восстановительное работы, которые так и не были доведены до конца.
В августе 2013 года небольшая группа добровольцев, художников из Москвы, вместе с клириком каргопольского храма Рождества Иоанна Предтечи иереем Михаилом Бузынкиным очистили дорогу к пустыни.
В ноябре 2013 года завершился ремонт алтарной части Троицкой церкви. Строительные материалы предоставил Кенозерский национальный парк.
18 октября 2021 года на 88 году жизни скончался Николай Яковлевич Ушаков, более 30 лет жизни посвятивший этому месту. Все эти годы Николай Яковлевич привлекал всех неравнодушных людей к этой земле, поддерживал как мог разрушающийся Свято-Троицкий храм, где служил его прадед священник Димитрий Иванович Лебедев, а потом ещё полвека за хергозерскими храмами приглядывали, оберегая их от разграбления, его бабушка — Александра Дмитриевна Басова, и мама — Ольга Васильевна Ушакова.